# Ếch bên
Ếch bên (danh pháp khoa học: Pelophylax lateralis) là một loài ếch trong họ Ranidae. Chúng được tìm thấy ở Campuchia, Lào, Myanmar, Thái Lan, và Việt Nam.
Các môi trường sống tự nhiên của chúng là các khu rừng khô nhiệt đới hoặc cận nhiệt đới, rừng ẩm đất thấp nhiệt đới hoặc cận nhiệt đới, đồng cỏ khô nhiệt đới hoặc cận nhiệt đới vùng đất thấp, các đồn điền, và đất có tưới tiêu. Nó không được xem là bị đe dọa theo IUCN.